# Jerutki
Jerutki (deutsch Klein Jerutten) ist ein Dorf in der polnischen Woiwodschaft Ermland-Masuren. Es gehört zur Gmina Świętajno (Landgemeinde Schwentainen, 1938 bis 1945 Altkirchen (Ostpr.)) im Powiat Szczycieński (Kreis Ortelsburg).

## Geographische Lage
Jerutki liegt am Ostkanal (polnisch Jerutka) in der südlichen Mitte der Woiwodschaft Ermland-Masuren, zehn Kilometer östlich der Kreisstadt Szczytno (deutsch Ortelsburg).

## Geschichte

### Ortsgeschichte

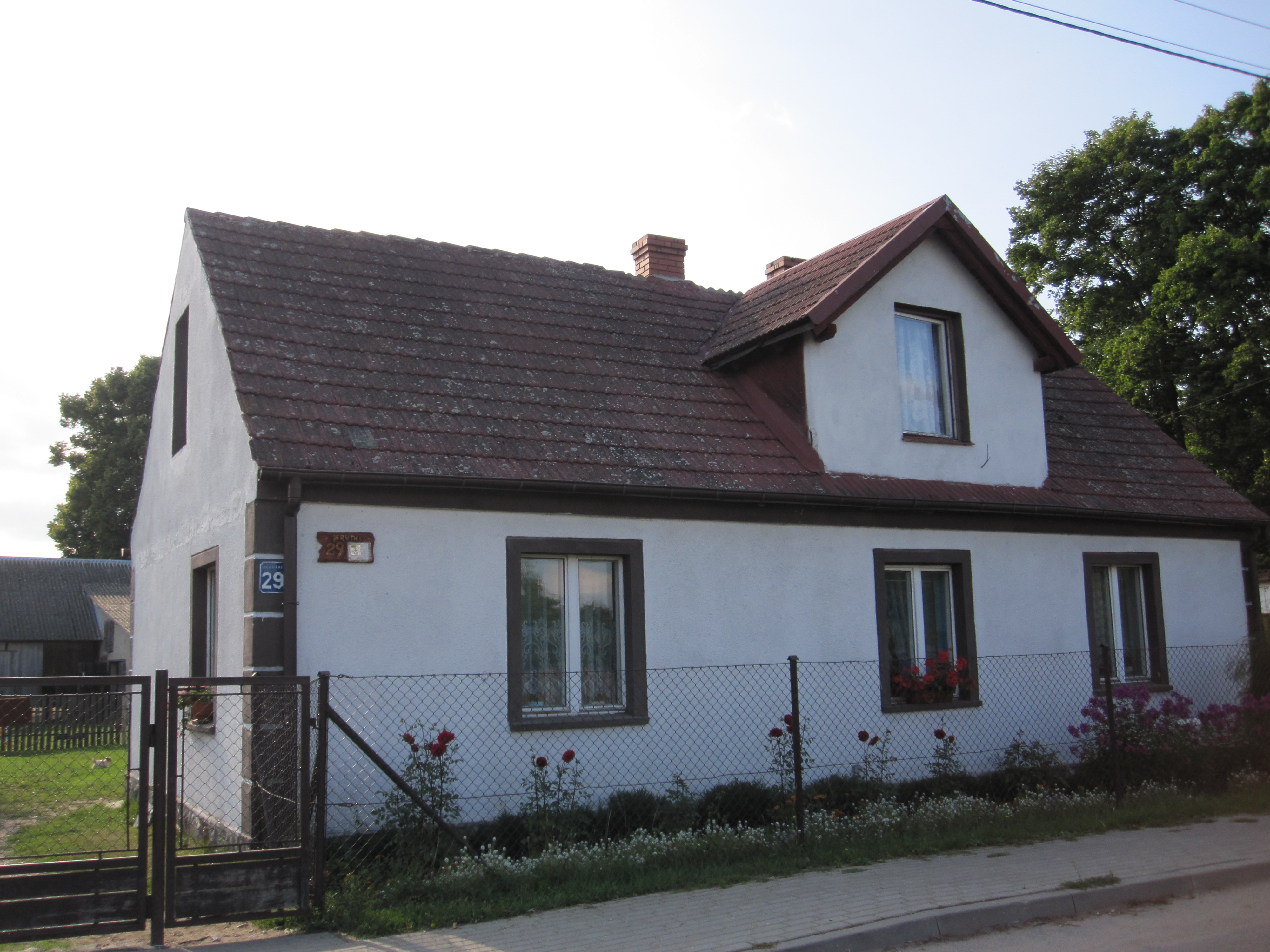
Wohnhaus in Jerutki

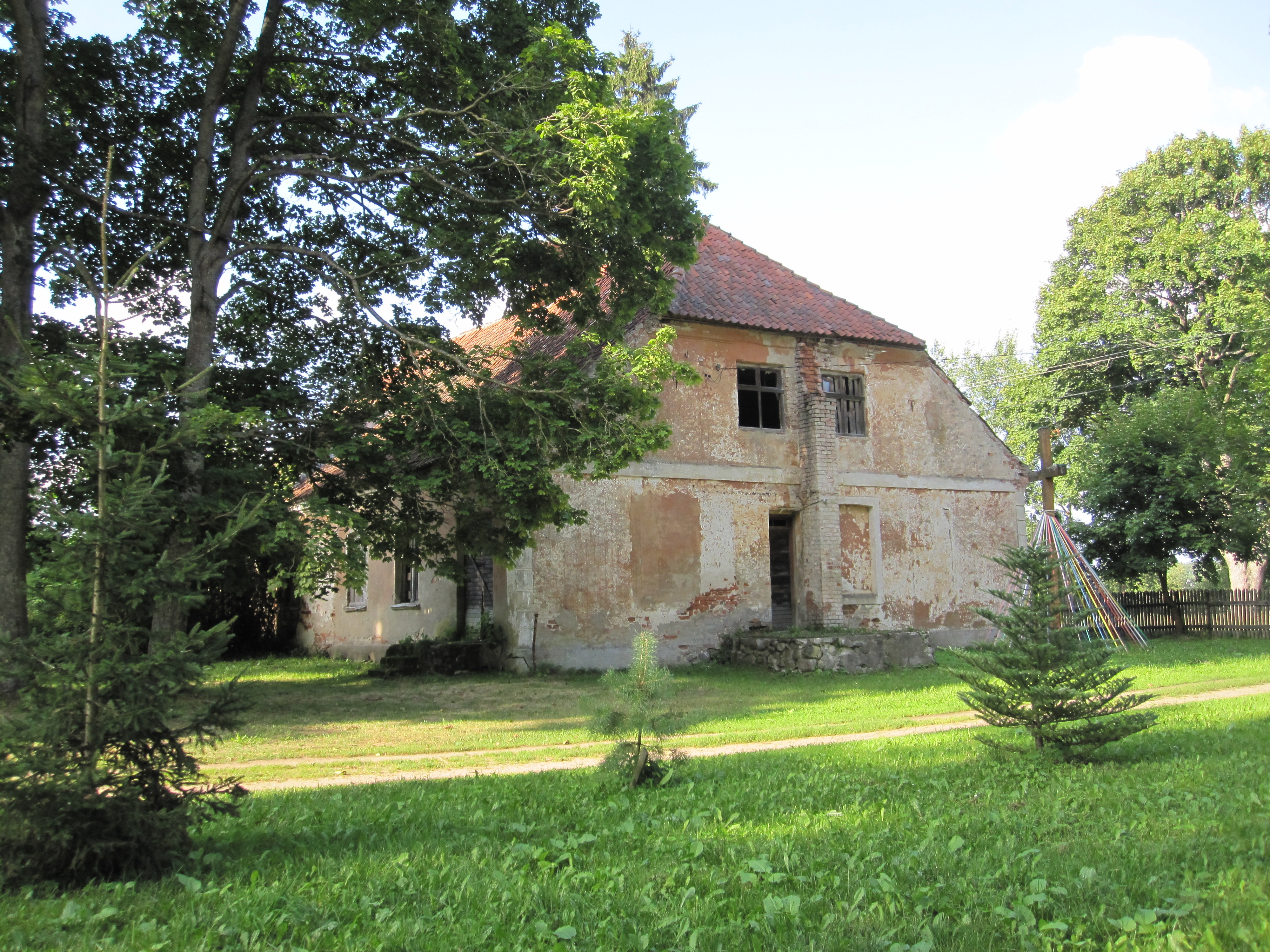
Altes Wohngebäude nahe der Kirche (wohl das einstige Pfarrhaus)

Klein Jerutten wurde um 1687 vom Großen Kurfürsten als Schatulldorf gegründet. Vorher bestand hier schon ein Jeruttki genannter Teerofen. Über die Jahrhunderte hinweg hatte das Dorf Probleme mit den jährlichen Überschwemmungen, die eigentlich erst in den 1930er Jahren beseitigt werden konnten.
Am 16. Juli 1874 wurde Klein Jerutten ein Amtsdorf und damit namensgebend für einen Amtsbezirk, der bis 1945 bestand und zum Kreis Ortelsburg im Regierungsbezirk Königsberg (ab 1905: Regierungsbezirk Allenstein) in der preußischen Provinz Ostpreußen gehörte.
821 Einwohner zählte Klein Jerutten im Jahre 1910. Im Jahre 1933 belief sich ihre Zahl auf 718 und 1939 auf 660.
Aufgrund der Bestimmungen des Versailler Vertrags stimmte die Bevölkerung in den Volksabstimmungen in Ost- und Westpreußen am 11. Juli 1920 über die weitere staatliche Zugehörigkeit zu Ostpreußen (und damit zu Deutschland) oder den Anschluss an Polen ab. In Klein Jerutten stimmten 580 Einwohner für den Verbleib bei Ostpreußen, auf Polen entfielen keine Stimmen.
Als 1945 in Kriegsfolge das gesamte südliche Ostpreußen an Polen fiel, war auch Klein Jerutten davon betroffen. Es erhielt die polnische Namensform „Jerutki“ und ist heute mit dem Sitz eines Schulzenamtes (polnisch Sołectwo) eine Ortschaft im Verbund der Landgemeinde Świętajno (Schwentainen, 1938 bis 1945 Altkirchen (Ostpr.)) im Powiat Szczycieński, bis 1998 der Woiwodschaft Olsztyn, seither der Woiwodschaft Ermland-Masuren zugehörig. 2011 zählte Jerutki 390 Einwohner.

### Amtsbezirk Klein Jerutten (1874–1945)
In den Amtsbezirk Klein Jerutten waren eingegliedert:
| Deutscher Name                          | Polnischer Name |
| --------------------------------------- | --------------- |
| Friedrichsfelde (Dorf)                  | Chochół         |
| Groß Jerutten                           | Jeruty          |
| Klein Jerutten                          | Jerutki         |
| Olschienen 1938–1945: Ebendorf (Ostpr.) | Olszyny         |
| Schleusenwald (Forst)                   |                 |

## Kirche

### Kirchengebäude

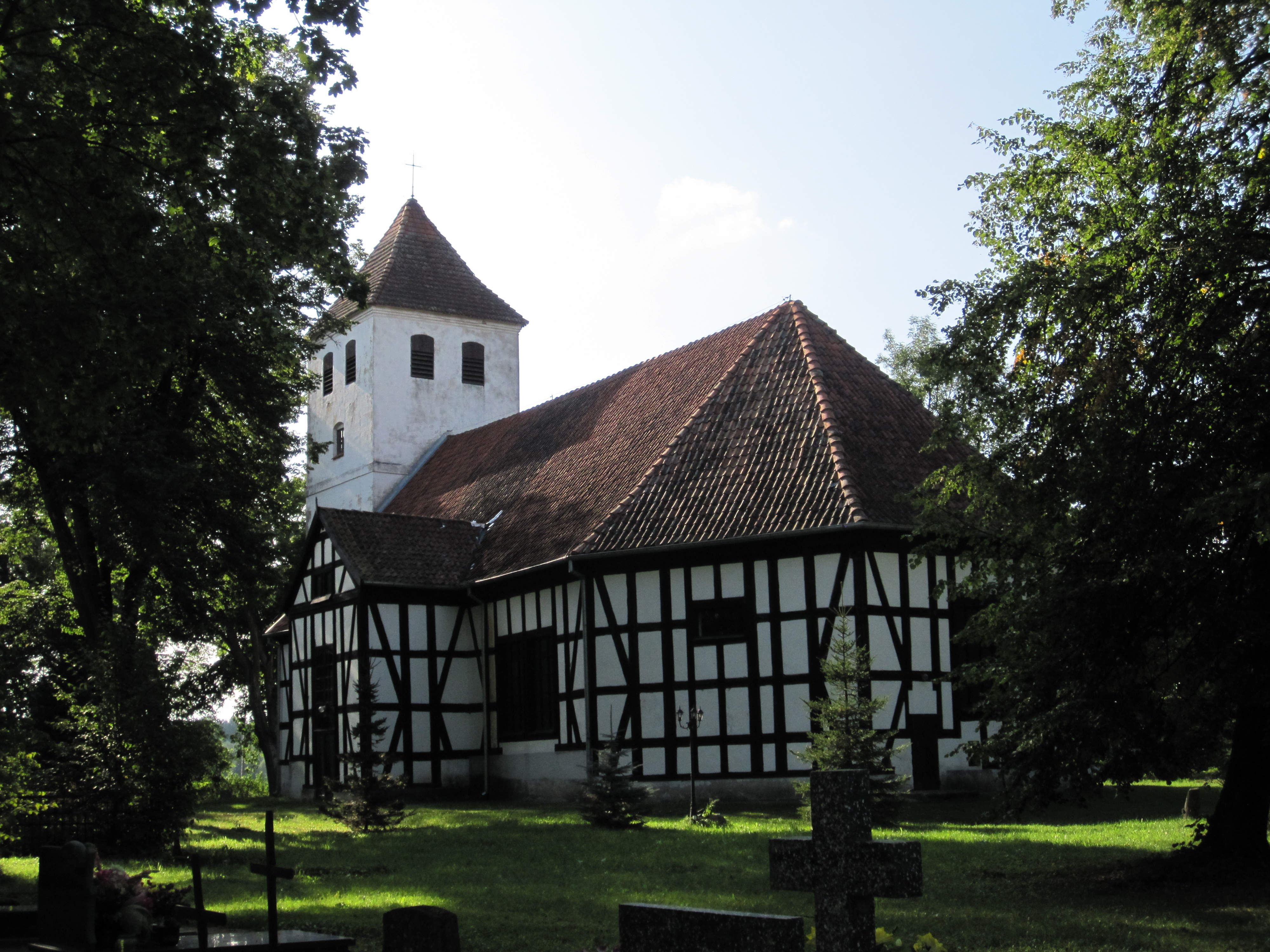
Die einst evangelische, heute katholische Fachwerkkirche von 1734

Die Kirche in Klein Jerutten wurde im Jahre 1734 als evangelisches Gotteshaus errichtet. Neben ihr wurde ein Friedhof angelegt. Bei der Kirche handelt es sich um eine Fachwerkkirche, an die erst 1821 ein massiver Turm angebaut wurde. In der Kirche befindet sich ein reich verzierter holzgeschnitzter Kanzelaltar von 1737. Der aus gleicher Zeit stammende Taufengel befindet sich heute im Museum für Ermland und Masuren in Olsztyn (Allenstein).
Seit den 1980er Jahren ist die Kirche ein römisch-katholisches Gotteshaus, das Maximilian Kolbe gewidmet ist.

### Kirchengemeinde

#### Evangelisch
Im Jahre 1709 wurde Klein Jerutten ein evangelisches Kirchdorf. Gehörte es einst zur Inspektion Rastenburg (polnisch Kętrzyn), so war es bis 1945 in den Superintendenturbezirk Passenheim (polnisch Pasym) im Kirchenkreis Ortelsburg (Szczytno) in der Kirchenprovinz Ostpreußen der Kirche der Altpreußischen Union eingegliedert. Angegliedert war bis in die 1920er Jahre die Kirche in Schwentainen (Świętajno).
Flucht und Vertreibung der einheimischen Bevölkerung im Rahmen des Zweiten Weltkriegs setzten der evangelischen Kirchengemeinde in dem dann Jerutki genannten Ort ein Ende. Heute hier lebende evangelische Kirchenglieder gehören zur Kirche in Szczytno (Ortelsburg) in der Diözese Masuren der Evangelisch-Augsburgischen Kirche in Polen.

#### Römisch-katholisch
Bis 1945 war Klein Jerutten katholischerseits nach Ortelsburg (Szczytno) im Dekanat Masuren I im damaligen Bistum Ermland eingepfarrt. Heute ist die frühere evangelische Kirche in Jerutki ein katholisches Gotteshaus, das als Filialkirche der Pfarrei Świętajno im Dekanat Rozogi (Friedrichshof) im jetzigen Erzbistum Ermland zugeordnet ist.

## Schule

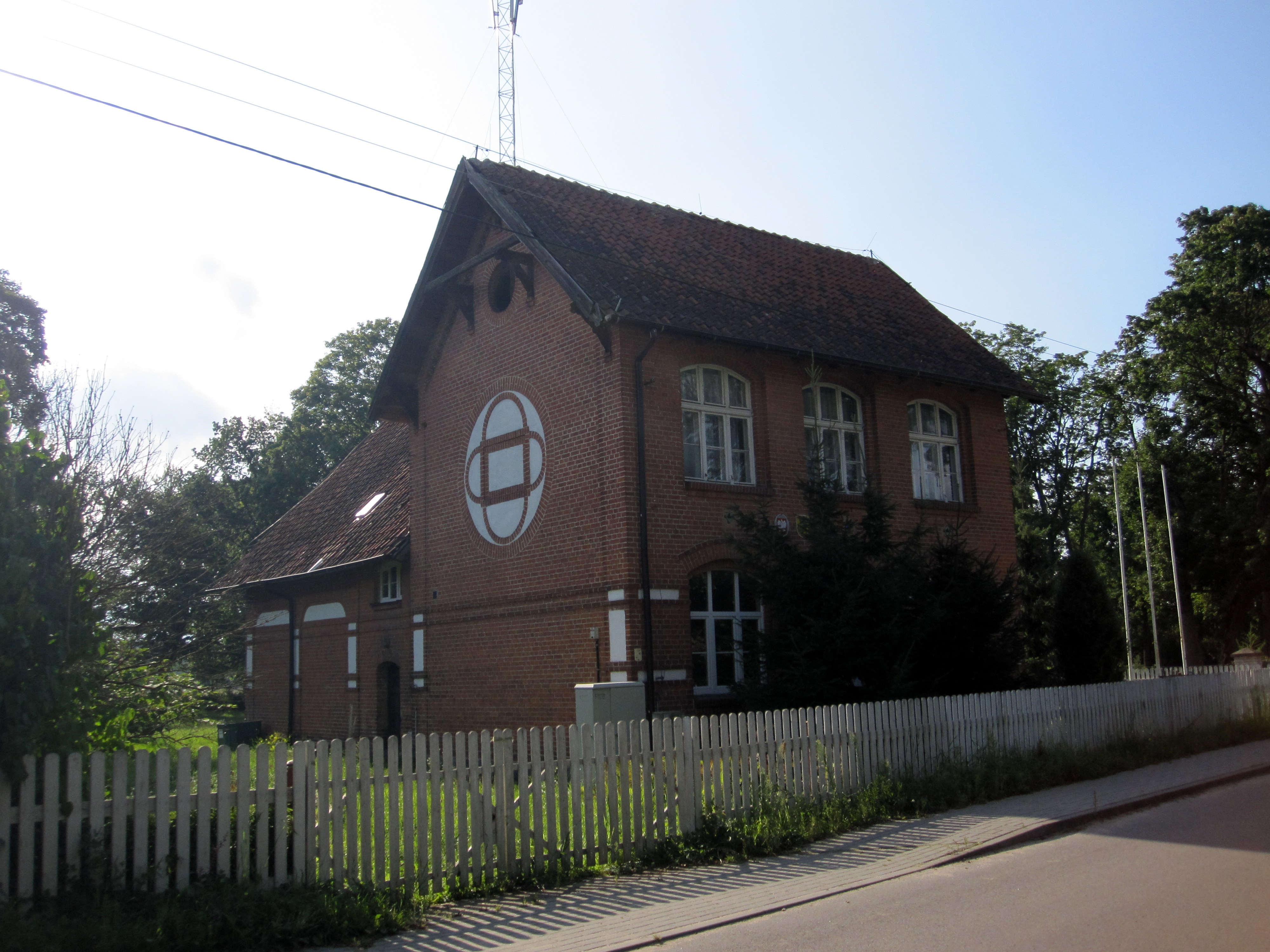
Das Schulhaus von 1906

An der Südseite des Pfarrhauses wurde 1846 auf dem Kirchengrundstück eine Schule errichtet. Im Jahre 1906 musste sie durch ein neues Gebäude ersetzt werden. Es entstand an der Südseite des Friedhofs und verfügte über drei Klassen.

## Verkehr

### Straße
Jerutki liegt an einer Nebenstraße, die bei Młyńsko von der Landesstraße 53 (einstige deutsche Reichsstraße 134) abzweigt und nach Świętajno (Schwentainen, 1938 bis 1945 Altkirchen (Ostpr.)) führt. Auch von Jeruty (Groß Jerutten) führt über Chajdyce (Neu Jerutten) eine Straße nach Jerutki.

### Schiene
Jerutki hat keinen eigenen Bahnanschluss. Die nächste Bahnstation ist Jeruty an der Bahnstrecke Olsztyn–Ełk (Allenstein–Lyck).